# Hlubeck Glacier
Hlubeck Glacier är en glaciär i Antarktis. Den ligger i Västantarktis. Inget land gör anspråk på området. Hlubeck Glacier ligger 259 meter över havet.
Terrängen runt Hlubeck Glacier är kuperad västerut, men österut är den platt.  Trakten är obefolkad. Det finns inga samhällen i närheten.